# Мокк
38°08′00″ пн. ш. 42°54′00″ сх. д. / 38.133333° пн. ш. 42.9° сх. д.
Мокк (вірм. Մոկք) — історична область на північний захід від озера Ван, п'ятий ашхар (провінція) Великої Вірменії. У греко-римських авторів — «Моксоена». Розташовувалася в горах Вірменського Тавру.

Мокк на карті Великої Вірменії

Мокк межував з провінцією Туруберан на півночі, Корчайк на півдні, Васпуракан на сході і Алдзнік на заході. Це була найменша з вірменських провінцій, що складалася лише з семи гаварів (округів). Її центром було місто з такою самою назвою — Мокк. У 298—338 роках окупована римлянами; після розділу Великої Вірменії 387 року — в перській частині Вірменії. Площа Мокка становила 2962 км2.
Судячи з усього моккці, бувши горянами, мали серед вірмен погану репутацію розбійників. Мовсес Хоренаці, повідомляючи про заснування нахарарств [міфічним] царем Валаршаком і з належною повагою розповідаючи про родоначальників різних нахарарських династій, про Мокк говорить такими нешанобливими висловами: «Примітивши (якогось) моккця, чоловіка з відповідної області, ватажка озброєного мечами натовпу, він засновує там нахарарство». При цьому переклад ще пом'якшено: перекладач розуміє слово сріка як «мечоносець», але зізнається, що його звичайне значення — «мерзотник», «халамидник». Вірменський географ VII століття Ананія Ширакаці описує провінцію так:
|  | Мокк на схід від Агдзнік в стрімчаках Таврських гір, має 9 областей: 1. Ішайр, 2. М'юс-Ішайр, 3. Ішоц-Гавар, 4. Арвеніц-дзор, 5. Міджа, 6. Власний Мокс, 7. Аркаїц Гавар, 8. Аргастовіт, 9. Джермадзор. Із плодів виробляє гахршак і мандрагору; зі звірів зустрічається барс з гарними плямами, а з птахів — куріпка. |